# Ben 10: Supremacia Alienígena
Ben 10: Ultimate Alien (no Brasil: Ben 10: Supremacia Alienígena) é uma série animada americana que é a terceira sequência de Ben 10. Foi estreado após o final da série de Ben 10: Força Alienígena,em 26 de março de 2010, nos Estados Unidos, e foi ao ar em 23 de abril de 2010; no Brasil, foi estreado em 10 de outubro do mesmo ano, no especial do dia 10 de outubro de 2010. O título original foi "Ben 10: Evolution", no qual seu nome foi mudado para "Ben 10: Ultimate Alien". A série mostra um grande trama parecida com sua antecessora "Ben 10 Alien Force", mas dessa vez com mais humor.

## Enredo

### 1ª temporada
Retomando algumas semanas depois de que Ben 10: Força Alienígena acaba, começa Ben 10: Supremacia Alienígena, Ben agora têm dezesseis anos de idade. O Omnitrix foi destruído e Ben consegui um sucessor do Omnitrix, o Ultimatrix (no Brasil, Superomnitrix), uma versão nova do Omnitrix antigo que não só lhe dá acesso ao seu poder original, mas também lhe permite evoluir as seus alienígenas para versões Ultimate (no Brasil, Supremas). No episódio "Fama", um jovem fã chamado Jimmy Jones deduz a identidade secreta de Ben e revela para o mundo, Ben se torna uma celebridade, saudado pelas crianças como um herói, mas desconfiado dos adultos e da mídia como uma possível ameaça; com Gwen, Kevin e Max ainda ao seu lado, Ben continua a batalha contra ameaças alienígenas da galáxia incluindo a determinação de cinco alienígenas que foram atacados por um vilão chamado Agreggor que planeja chegar ao centro da criação por meio de absorver os 5 aliens.

### 2ª temporada
Os Cavaleiros Eternos descobrem um misterioso selo que liberta a criatura controladora de mentes Lucubra. Ben, Gwen e Kevin descobrem A Esotérica, um grupo que usa tecnologia para ajudar a Terra e aguarda a chegada de Diagon para o início dos anos de ouro. Vilgax se passa por Diagon e engana A Esotérica, comandada por Conduit Edwards. Em "Um Cavaleiro pra Lembrar", Edwards descobre a farsa de Vilgax quando o mesmo volta para a sua forma humanóide. Vilgax é conduzido por Winston (controlado por Diagon) até o selo para quebrá-lo com a Ascalon. Vilgax é sugado até a dimensão de Diagon e Sir George, depois de unir todas as facções dos Cavaleiros Eternos, obtém de volta sua espada, mas Azmuth (criador da Ascalon), avisa a George que a espada pode sobrecarregar e explodir a Terra, mas ele ignora o aviso. Ao chegar a grande batalha contra o inimigo supremo, Diagon liberta Vilgax de sua dimensão, agora fundido com uma Lucubra. Diagon controla Gwen e consegue quebrar o selo. Diagon mata George ao sobrecarregar a Ascalon com um raio. Vilgax absorve Diagon e o mata. Ben batalha contra Vilgax no Monte Rushmore e vence. Azmuth vem à Terra e pede a Ascalon e o Superomnitrix, mas dá a Ben um novo Omnitrix, que será usado por Ben em Ben 10: Omniverse.

## Jogo eletrônico
Ben 10 Ultimate Alien: Cosmic Destruction foi um jogo baseado no desenho animado Ben 10: Ultimate Alien, foi disponibilizado no Brasil para PlayStation 2, PlayStation 3, PSP, Wii, Xbox 360 e Nintendo DS.